# Agnė Narušytė
Agnė Narušytė (* 1970 in Vilnius) ist eine litauische Kunsthistorikerin, Kunstkritikerin und Kuratorin mit einem Schwerpunkt auf Photographie und zeitgenössischer Kunst.

## Leben
Agnė Narušytė studierte Kunstgeschichte an der Vytautas-Magnus-Universität in Kaunas, der Central European University in Prag und der Kunstakademie Vilnius. An der Akademie verteidigte sie 2005 auch ihre Dissertation. Diese wurde 2008 unter dem Titel Nuobodulio estetika Lietuvos fotografijoje (Ästhetik der Langeweile in der litauischen Photographie) veröffentlicht und erschien 2011 auch in einer englischen Ausgabe. Von 2006 bis 2009 unterrichtete Narušytė an der Edinburgh Napier University. Zwischen 2009 und 2014 war sie dann Leiterin der Abteilung für Kunstgeschichte und Kunsttheorie an der Kunstakademie Vilnius und wurde anschließend als außerordentlichen Professorin derselben Institution berufen.
Sie arbeitete für neun Jahre als Kuratorin für die photographische Sammlung des Litauischen Kunstmuseums in Vilnius. In dieser Funktion organisierte sie Ausstellungen, die auch international gezeigt wurden. In ihrer Forschung verbindet Narušytė Photographie mit Philosophie und Psychologie. Beispielsweise untersuchte sie in einem Aufsatz das Armee-Photoalbum des Photographen Gintarras Zinkevičius, dass dieser 1988 in einem Hof der Universität Vilnius ausstellen konnte und auf seine eigene Dienstzeit in der Armee Bezug nahm. Sie analysiert The Soldier's Album als photographische Performance von Zinkevičius im Rahmen der Praxis der Photographie in sowjetischen Militäreinheiten. Er war als offizieller Photograph tätig, imitierte jedoch heimlich angefertigte Amateurphotographien. Diese Praxis und die Umstände der 1988er Ausstellung, die von Punks vandaliert worden war, deutet sie als vielschichtige Reaktion auf die Erfahrung der sowjetischen Besatzung. In seiner publizierten Fassung habe The Soldier's Album laut Narušytė auch weiterhin die subversise Funktion, „[…] das Wissen über eine Zeit, die schnell aus der kollektiven Erinnerung verschwindet, zu erneuern.“
Seit 1995 publiziert Narušytė regelmäßig in der litauischen Kulturpresse sowie in wissenschaftlichen Zeitschriften. In der Wochenzeitschrift 7 meno dienos (7 Tage Kunst) betreute Narušytė von 1998 bis 2001 die Seite für internationale Kultur und wurde später deren Herausgeberin. Darüber hinaus verantwortete sie Kulturprogramme für das öffentlich-rechtliche Fernsehen. Als Kunstkritikerin versteht sich Narušytė als Mittlerin zwischen der Kunstwelt und dem Publikum. Zu Beginn ihrer Laufbahn sei sie laut eigener Aussage besonders kritisch gewesen, weil sie keine persönlichen Bekanntschaften zu Künstlern und Künstlerinnen hatte und nur die Werke kannte. Ihre frühen Urteile erscheinen ihr als hart, nachdem sie im Laufe der Zeit freundschaftliche Beziehungen mit den Kunstschaffenden eingegangen ist. Diese Rolle setzt sich von der Kunstkritik unter der sowjetischen Herrschaft, die ein Instrument staatlicher Kontrolle war, ab. Laut Narušytė würde aber zu Beginn der 2020er-Jahre kritisiert, dass die Kunstkritik nicht mehr kritisch genug sei. Für sie ist die Erkennbarkeit des Kritikers als Persönlichkeit wichtig. In diesem Sinne sei unter anderem Alfonsas Andriuškevičius vorbildlich gewesen.

## Kuratierte Ausstellungen
- 2002: Lietuvos fotografijos dešimtmečiai 1945-1990 (Jahrzehnte litauischer Photographie 1945-1990), Zentrum für zeitgenössische Kunst, Vilnius
- 2006: Saviobjektai (Selbst-Objekte), Ausstellung junger litauischer Künstler im Radvilas-Palast-Kunstmuseum, Vilnius (gemeinsam kuratiert mit Rūta Pileckaite und Dovile Tumpyte)
- 2009: (Re)collections: Lietuvos šiuolaikinės fotografijos paroda ((Re)collections: Ausstellung zeitgenössischer litauischer Photographie), Jerusalem Artists House, Jerusalem
- 2010: Nuobodulys (Langeweile), Ausstellung zeitgenössischer Photographie in der Nationalgalerie Vilnius (gemeinsam kuratiert mit Egle Deltuvaite)

## Publikationen (Auswahl)
- mit Algimantas Aleksandravičius, Lietuvos dailininku portretai, Vilnius 2000, ISBN 9789955438014.
- The Aesthetics of Boredom. Lithuanian Photography 1980–1990, Vilnius 2010, ISBN 9789955854968.
- Menas kaip socialinis diskursas, Vilnius 2010, ISBN 9786094470011.
- Lietuvos fotografija, 1990–2010, Vilnius 2011, ISBN 9789955235200.
- mit Margarita Matulytė, Camera obscura. Lietuvos fotografijos istorija 1839-1945, Vilnius 2016, ISBN 9786094472046.
- Non-Routine Aesthetics: A Phenomenological Reading of NoRoutine Books, in: Acta Academiae Artium Vilnensis, Nr. 101 (2021), 424–466.